# 163693 Атіра
Атіра (163693, 2003 CP20) — навколоземний астероїд, перетинає орбіту Венери, належить до групи Атона. Є першим відкритим астероїдом нечисельної групи Атіри, яка названа на його честь. Відкритий у 2003 році в рамках американського проєкту з дослідження астероїдів LINEAR.

## Назва
Названий на честь Атіри — богині Землі та вечірньої зорі індіанського народу Пауні. Традиційно астероїд відкритий першим у своєму класі дає назву цілій групі, оскільки назви всіх інших навколоземних груп (Атони, Аполлонці, Амурці) починаються на літеру «А» та названі на честь богів різних народів, для астероїда 2003 CP20 підібрали однотипну назву. 

## Ризики
Як і решта Атірів цей астероїд не наближається до Землі, мінімальна відстань — 31 гігаметр, тож не становить якогось ризику для планети. Проте даний астероїд перетинає орбіту Венери і в тривалій перспективі може як зіткнутися з цією планетою, так і збуритися.

## Фізичні характеристики
Діаметр астероїда 2300 метрів. Маса близько одного мільярда тонн, щільність менша земної — близько 2 г/см³. Альбедо незначне, відбиває лише 10 % світла. Середня температура приблизно 50 °C.
Навколо власної осі обертається за 2 год 58 хв. Навколо Сонця — 233 діб 32 хв.